# قائمة رؤساء موريشيوس
رئيس جمهورية موريشيوس هو المنصب الأعلى في جمهورية موريشيوس. ينتخب الرئيس من قبل الجمعية الوطنية لمدة خمس سنوات. في حالة وجود شاغر، يشغل نائب رئيس موريشيوس منصب القائم بأعمال رئيس الدولة.

## رؤساء موريشيوس (1992–حتى الآن)
الأحزاب السياسية
أخرى
الحالة
| №                | الصورة           | الرئيس (الولادة–الوفاة)                             | الفترة           | الفترة                                  | الانتخابات       | الانتماء السياسي             | رؤساء الوزراء                                    |
| №                | الصورة           | الرئيس (الولادة–الوفاة)                             | استلام المنصب    | مغادرة المنصب                           | الانتخابات       | الانتماء السياسي             | رؤساء الوزراء                                    |
| جمهورية موريشيوس | جمهورية موريشيوس | جمهورية موريشيوس                                    | جمهورية موريشيوس | جمهورية موريشيوس                        | جمهورية موريشيوس | جمهورية موريشيوس             | جمهورية موريشيوس                                 |
| ---------------- | ---------------- | --------------------------------------------------- | ---------------- | --------------------------------------- | ---------------- | ---------------------------- | ------------------------------------------------ |
| 1                |                  | فيراسامي رينغادو (1920–2000)                        | 12 مارس 1992     | 30 يونيو 1992                           | 1992             | حزب العمال                   | أنايروود جوناوث                                  |
| 2                |                  | كاسام أوتيم (1941–)                                 | 30 يونيو 1992    | 15 فبراير 2002                          | 1992 1997        | الحركة النضالية الموريشيوسية | أنايروود جوناوث ونافين رامغولام وأنايروود جوناوث |
| —                |                  | أنجيدي تشتيار (1928–2010) قائم بأعمال المنصب        | 15 فبراير 2002   | 18 فبراير 2002                          |                  | حزب العمال                   | أنايروود جوناوث                                  |
| —                |                  | أريرانغا بيلاي (1945–) قائم بأعمال المنصب           | 18 فبراير 2002   | 25 فبراير 2002                          |                  | مستقل                        | أنايروود جوناوث                                  |
| 3                |                  | كارل أوفمان (1940–)                                 | 25 فبراير 2002   | 1 أكتوبر 2003                           | 2002             | الحركة الاشتراكية النضالية   | أنايروود جوناوث                                  |
| —                |                  | عبد الرؤوف بوندون (1937–) قائم بأعمال المنصب        | 1 أكتوبر 2003    | 7 أكتوبر 2003                           |                  | الحركة النضالية الموريشيوسية | بول بيرينجر                                      |
| 4                |                  | أنايروود جوناوث (1930–2021)                         | 7 أكتوبر 2003    | 31 مارس 2012                            | 2003 2008        | الحركة الاشتراكية النضالية   | بول بيرينجر ونافين رامغولام                      |
| —                |                  | مونيك أوسان بيلبو (1942–) قائمة بأعمال المنصب       | 31 مارس 2012     | 21 يوليو 2012                           |                  | حزب العمال                   | نافين رامغولام                                   |
| —                |                  | كايلاش بوراج (1947–)                                | 21 يوليو 2012    | 29 مايو 2015                            | 2012             | حزب العمال                   | نافين رامغولام وأنايروود جوناوث                  |
| —                |                  | مونيك أوسان بيلبو (1942–) قائمة بأعمال المنصب       | 29 مايو 2015     | 5 يونيو 2015                            |                  | حزب العمال                   | أنايروود جوناوث                                  |
| 6                |                  | أمينة غريب فقيم (1959–)                             | 5 يونيو 2015     | 23 مارس 2018                            | 2015             | مستقل                        | برافيند جوغنوث                                   |
| —                |                  | بارلين فيابوري (مواليد 1945/46) قائمة بأعمال المنصب | 23 مارس 2018     | 26 نوفمبر 2019                          | —                | الحركة الاشتراكية النضالية   | برافيند جوغنوث                                   |
| —                |                  | إيدي بالانسي (مواليد 1953) قائمة بأعمال المنصب      | 26 نوفمبر 2019   | 2 ديسمبر 2019                           | —                | مستقل                        | برافيند جوغنوث                                   |
| 7                |                  | بريثفيراجسينغ روبون (مواليد 1959)                   | 2 ديسمبر 2019    | 2 ديسمبر 2024 (بالنيابة :6 ديسمبر 2024) | 2019             | الحركة الاشتراكية النضالية   | نافين رامغولام                                   |
| 8                |                  | دارام جوخول (مواليد 1949)                           | 6 ديسمبر 2024    | الحالي                                  | 2024             | حزب العمال                   | نافين رامغولام                                   |